# Decticus albifrons
Decticus albifrons (Fabricius, 1775) è un insetto ortottero appartenente alla famiglia Tettigoniidae, presente in Eurasia e Nordafrica.

## Descrizione
Con una taglia compresa tra 32 e 40 mm, la cavalletta a fronte bianca fa parte dei più grandi Ortotteri presenti in Europa occidentale. 
L'insetto è abbastanza tozzo e presenta una colorazione bruno-grigiastra. Le ali presentano delle strisce bianche e sono notevolmente più lunghe del corpo. Sulla femmina, l'ovopositore raggiunge a volte anche i 2 cm.
La testa è massiccia e possiede delle mandibole potenti, in grado di infliggere morsi ragguardevoli.

## Biologia
La sua alimentazione si compone di diversi vegetali e di piccoli insetti catturati dentro i ciuffi d'erba e presso i posti soleggiati.
L'insetto diventa adulto nel mese di luglio e dura fino a novembre.

## Distribuzione e habitat
Questa specie si può incontrare dal Mediterraneo meridionale fino all'Asia centrale.
La cavalletta a fronte bianca è una specie amante dei climi caldi e secchi. Si trova frequentemente nell'erba secca, nella macchia mediterranea, e a volte nei vigneti e nei frutteti.